# Xanthoparmelia subluminosa
Xanthoparmelia subluminosa är en lavart som beskrevs av Hale. Xanthoparmelia subluminosa ingår i släktet Xanthoparmelia och familjen Parmeliaceae.   Inga underarter finns listade i Catalogue of Life.